# Philipp Hofmann
Philipp Hofmann (Arnsberg, 1993. március 30. –) német labdarúgó, a VfL Bochum csatára.